# Prozessabwesenheit
Prozessabwesenheit ist ein Begriff aus dem kanonischen Recht der römisch-katholischen Kirche und bezeichnet das unentschuldigte Ausbleiben einer Partei auf eine Ladung zu einem Termin im ordentlichen Streitverfahren. Vorschriften für nicht erscheinende Parteien enthält das Buch VII des Codex Iuris Canonici, Can. 1592 bis 1595.
Der Richter muss die belangte Partei als prozessabwesend (absens) erklären und entscheiden, dass das Verfahren unter Einhaltung der sonstigen Vorschriften bis zum Endurteil und dessen Vollstreckung fortgesetzt wird (Can. 1592 § 1).
Wenn der Kläger an dem zur Streitfestlegung festgesetzten Termin weder erschienen ist noch eine ausreichende Entschuldigung vorgebracht hat, wird vermutet, dass er auf den Rechtszug verzichtet (Can. 1594 2°).
Die abwesende Partei, einerlei ob Kläger oder belangte Partei, ist verpflichtet, sowohl die Prozesskosten zu tragen, die aufgrund ihrer Abwesenheit entstanden sind, als auch gegebenenfalls einen der Gegenpartei entstandenen Schaden zu ersetzen (Can. 1595 § 1). Sind beide Parteien abwesend, so sind sie verpflichtet, die Prozesskosten zu teilen (Can 1595 § 2).
Im deutschen Zivilprozessrecht spricht man von Säumnis (§ 330, § 331 ZPO), im Strafprozess vom Ausbleiben des Angeklagten (§ 230 StPO). Im Verwaltungsprozess kann beim Ausbleiben eines Beteiligten auch ohne ihn verhandelt und entschieden werden (§ 102 Abs. 2  VwGO).